# Crazy Nights (Lonestar)
Crazy Nights è il secondo album in studio del gruppo di musica country statunitense Lonestar, pubblicato nel 1997.

## Tracce
1. Come Cryin' to Me (Mark D. Sanders, Wally Wilson, John Rich) – 3:42
2. Everything's Changed (Larry Boone, Paul Nelson, Richie McDonald) – 3:54
3. Cheater's Road (Sharon Rice, Jason Sellers) – 3:50
4. A Week in Juarez (Sam Hogin, Jim McBride, Phil Barnhart) – 2:47
5. John Doe on a John Deere (Don Cook, Conley White, Rich) – 3:23
6. You Walked In (Bryan Adams, Robert John "Mutt" Lange) – 4:30
7. Say When (Boone, Nelson, Rich) – 3:23
8. Amie (Craig Fuller) – 4:06
9. Crazy Nights (Chris Waters, Tom Shapiro, Rich) – 3:20
10. Keys to My Heart (Lonnie Wilson, Kim Williams, McDonald) – 3:00
11. What Do We Do With the Rest of the Night (Rice, Wilson, Rich) – 3:01